# 미겔 (포르투갈)
미겔(포르투갈어: Miguel, 1802년 10월 26일 ~ 1866년 11월 14일)은 포르투갈의 주앙 6세와 스페인의 카를로타 조아퀴나 사이에서 삼남으로 태어난 아들로서, 형인 페드루 1세 & 4세의 딸이자 약혼 관계였던 포르투갈의 마리아 2세를 폐위시키고 스스로 왕위에 올랐으나, 시대에 걸맞지 않게 전제 군주제로 전환하는 등 시대에 맞지 않는 정책을 행하였다.
그의 왕위 찬탈에 반발한 브라질의 페드루 1세가 제위를 페드루 황태자에게 물려준 후 포르투갈로 돌아와 영국의 지원을 받아 미겔리스타 전쟁을 일으켰고, 결국 미겔은 포르투갈의 마리아 2세에게 양위한다. 하지만 그 후에도 그를 지지하는 미겔리스타들은 마리아 2세를 부정하고 그를 포르투갈의 왕으로 인정하였다.

## 자녀
- 마리아 데스 자바스(1852~1941)
- 미겔 자누아리우(1853~1927)
- 마리아 테레자(1855~1944)
- 마리아 요제파(1857~1844)
- 아델군데스(1858~1946)
- 마리아 아나(1861~1942)
- 마리아 안토니아(1862~1959)

| 전임 마리아 2세 | 포르투갈과 알가르브의 국왕 1828년 2월 28일~1834년 5월 6일 | 후임 마리아 2세 |